# Ricardo Álvarez (futbolista mexicano)
Ricardo Álvarez (n. Veracruz, México) fue un futbolista mexicano que se desempeñaba como delantero.
En su carrera profesional jugó para los clubes Unión Deportiva Moctezuma de Orizaba, Puebla F.C. y Club Deportivo Veracruz donde terminó su carrera profesional.
Álvarez dejó un récord de máximo goleador del Puebla con 87 goles en 115 juegos jugados por 5 años de estancia con el conjunto de la angelopolis.

## Biografía
Ricardo Álvarez comenzó su carrera futbolista con el club Mexicano Unión Deportiva Moctezuma de Orizaba con cual debutó en la temporada 1944/45.
Tras una temporada en el Moctezuma donde anotó 17 goles. Su carrera profesional lo llevó a Puebla F.C.. Tras la buena temporada que había tenido con el Moctezuma llegó a Puebla con mucha esperanza sobre el jugador, cual aprovechó metiendo 25 goles en la temporada 1945/46. Para la temporada 1947/48 nuevamente es el máximo goleador en el equipo con 19 goles. Tuvo una mala racha durante la temporada 1948/49 pero para la temporada 1949/50 regresa a su racha goleadora anotando 21 goles. La temporada 1949/50 fue la última del Ricardo Álvarez con el Puebla después de anunciar su salida del equipo cual sorprendió a la afición y la liga siendo el referente del equipo.
Álvarez dejó un récord de máximo goleador del Puebla con 87 goles en 115 juegos jugados por 5 años de estancia con el conjunto de la angelopolis. La temporada 1959/51 la juega en su tierra natal Veracruz con el equipo local Club Deportivo Veracruz donde no brilló como era habitual y decide retirarse ese mismo año. El hijo de Ricardo Álvarez también porto la playera del Club De Fútbol Puebla en le época de los 60s pero no llegó a brillar como lo había hecho su padre.

## Trayectoria
| Temporada | Equipo                  | Goles |
| --------- | ----------------------- | ----- |
| 1944/45   | Moctezuma de Orizaba    | 17    |
| 1945/46   | Club De Fútbol Puebla   | 25    |
| 1946/47   | Club De Fútbol Puebla   | 13    |
| 1947/48   | Club De Fútbol Puebla   | 19    |
| 1948/49   | Club De Fútbol Puebla   | 9     |
| 1949/50   | Club De Fútbol Puebla   | 21    |
| 1950/51   | Club Deportivo Veracruz | 20    |

- Álvarez dejó un récord de máximo goleador del Puebla con 87[1] goles en 115 juegos jugados por 5 años de estancia con el conjunto de la angelopolis.